# Kurulka
Kurulka (ukr. Курулька) – wieś na Ukrainie, w obwodzie charkowskim, w rejonie iziumskim. W 2001 liczyła 297 mieszkańców.